# Catasetum bertioguense
Catasetum bertioguense là một loài thực vật có hoa trong họ Lan. Loài này được G.A.Romero & Campacci mô tả khoa học đầu tiên năm 2007.